# Saint-Denis-de-Cabanne
Saint-Denis-de-Cabanne este o comună în departamentul Loire din sud-estul Franței. În 2009 avea o populație de 1.297 de locuitori.

## Evoluția populației
| An        | 1975  | 1982  | 1990  | 1999  | 2006  | 2009  |
| --------- | ----- | ----- | ----- | ----- | ----- | ----- |
| Populație | 1.431 | 1.416 | 1.357 | 1.293 | 1.305 | 1.297 |